# Nocturnalia
Nocturnalia ist eine schwedische Stoner-, Hard- und Psychedelic-Rock-Band aus Linköping, die 2011 unter dem Namen Nocturnal gegründet wurde.

## Geschichte
Die Gründung der Band geht auf Ende 2011 zurück, als der Gitarrist Kalle Elfvin und der Schlagzeuger Dennis Skoglund die ersten Lieder zusammen schrieben, woraus sich die Single Until the Morning Light entwickelte. Die Band nannte sich hier noch Nocturnal. Nach einer weiteren Single unter dem Namen Night Rainbow, schloss sich 2013 das selbstbetitelte Debütalbum bei dem lokalen Label Gaphals Records an. Nach Auftritten in Europa und mehreren Besetzungswechseln, folgte bei Gaphals Records im März 2015 das zweite Album Above Below Within. Hierauf wurde Linus Lundgren als zweiter Gitarrist hinzugefügt, wobei die Band mittlerweile ihren Namen in Nocturnalia umgeändert hatte. Danach pausierten die Mitglieder und widmeten sich anderen Projekten. Anfang 2018 begannen sie mit dem Schreiben von neuem Material, das im November 2019 bei The Sign Records als Album unter dem Namen III: Winter erschien.

## Stil
Laut Janne Stark in The Heaviest Encyclopedia of Swedish Hard Rock and Heavy Metal Ever! spielte die Band unter dem Namen Nocturnal soliden Hard Rock im Stil der 1970er Jahre, der vor allem durch seine Riffs geprägt sei. Er zog einen Vergleich zu Witchcraft. Thomas Kupfer vom Rock Hard schrieb in seiner Rezension zu Nocturnal, dass die Band hierauf Stoner-, Hard- und Psychedelic-Rock im Stil der 1970er Jahre spielt. Die Gruppe sei zwar nicht „das nächste große Ding am Retro-Rock-Himmel“, jedoch liefere man solides Handwerk ab. In einer späteren Ausgabe rezensierte Kupfer Above Below Within und ordnete es dem Psychedelic Rock zu. Die Liedstrukturen seien leicht nachvollziehbar, während der Gesang einen eigenständigen, manchmal anklagenden Charakter habe. Die Musik weise klangliche Gemeinsamkeiten zu Blue Öyster Cult auf, wobei die Songs im Retrostil gehalten seien. Thorsten Dörting von demselben Magazin meinte zu III: Winter, dass es sich hierbei um "eine Sammlung kitschlos warmherziger Kältezeitlieder" handelt. Es sei eine dezente Melancholie vorhanden, wobei es sich musikalisch um "muttererdverbundenen" Hard Rock, der mit "selbstvergessenen Songpassagen" und "psychedelische[n] Anleihen" versehen worden sei. Die Gruppe verneige sich dabei "vor dem Geist des Folk verneigt, ohne je Folk nachzuäffen". Musikalisch, jedoch nicht imagemäßig, sei die Band mit The Devil’s Blood, Hexvessel und Wishbone Ash vergleichbar. Eine Ausgabe später verglich Andreas Schiffmann das Album mit Novis Orbis Terrarum Ordinis von Year of the Goat. Im Interview mit ihm gab Dennis Skoglund an, dass sich das Album thematisch mit dem Winter in Nordeuropa befasst, sowohl "im übertragenen, philosophischen Sinn als auch wortwörtlich material". Auf dem Album gehe es um "Leben und Tod, Stillstand und Dunkelheit, Schnee und die Sehnsucht danach, dass die Tage wieder länger werden". Die Texte würden von Linus Ekermo stammen. Angela von Metal.de rezensierte das Album ebenfalls und stellte nicht näher definierbaren Rock fest, der hin und wieder Southern-Rock-Elemente aufweise. Die Band versuche "die Düsternis des skandinavischen Winters einfangen", jedoch zeige sich kaum ein Song "wirklich düster, melancholisch, oder auf andere Weise mitreißend". Charakteristisch seien die "monotonen Rhythmen, die sich fast in allen Stücken gleichen, und [die] ebenso gleichförmigen Gitarren und Vocals".

## Diskografie

### Als Nocturnal
- 2012: Until the Morning Light (Single, Gaphals Records)
- 2013: Night Rainbow (Single, Gaphals Records)
- 2013: Nocturnal (Album, Gaphals Records)

### Als Nocturnalia
- 2015: Above Below Within (Album, Gaphals Records)
- 2019: III: Winter (Album, The Sign Records)